# Nesciothemis pujoli
Nesciothemis pujoli là loài chuồn chuồn trong họ Libellulidae. Loài này được Pinhey mô tả khoa học đầu tiên năm 1971.